# Michał Renusz
Michał Renusz (ur. 18 października 1987 w Malborku) – polski piłkarz, grający na pozycji pomocnika. Wychowanek klubu Holender Władysławowo, obecnie jest zawodnikiem Zatoki Puck.

## Kariera piłkarska
Jako junior szkolił się w szkółce piłkarskiej Arki Gdynia. W sezonie 2006/07 był piłkarzem IV-ligowego Orląt Reda. Jesienią 2007 roku został zawodnikiem Orkana Rumia. W lutym 2008 podpisał kontrakt z Jagiellonią, w której barwach zadebiutował w polskiej Ekstraklasie. Na rundę wiosenną sezonu 2008/2009 został wypożyczony do współpracującej z Jagiellonią III ligowej Superślanki Supraśl, w której miał odbudować formę po gnębiących go kontuzjach. Nie zagrał jednak w żadnym spotkaniu. Przed rozpoczęciem nowego sezonu zawodnikowi odnowiła się kontuzja i do normalnych treningów wrócił dopiero przed rundą wiosenną. Podczas przygotowań do rozgrywek spisywał się dobrze i wywalczył miejsce w podstawowym składzie. W meczach ligowych prezentował się jednak słabo i zagrał w dwóch spotkaniach. 29 czerwca 2010 został wypożyczony na rok do Górnika Łęczna. W sezonie 2013/2014 przeniósł się do GKS Bełchatów. Od sezonu 2014/2015 występował w Arce Gdynia w której prezentował się dobrze. W 2016 roku grał w Wierzycy Pelplin by ostatecznie po 2 latach przenieść się do rumskiego Orkana. W późniejszym czasie grał w IV ligowych Aniołach Garczegorze, jednak ze względu na słabe wyniki oraz pogarszającą się sytuację finansową, odszedł z klubu.
W maju 2008 roku zadebiutował w reprezentacji Polski U-21 grając pierwsze 45 minut meczu towarzyskiego przeciwko Słowakom.